# 弾丸と共に去りぬ -暗黒街の逃亡者-
『弾丸と共に去りぬ -暗黒街の逃亡者-』（だんがんとともにさりぬ あんこくがいのとうぼうしゃ、原題：一步之遥）は、2014年の中国映画。チアン・ウェン監督・主演の、1920年代の上海を舞台とする実話を元にしたアクションコメディ映画。
日本では劇場未公開で、2016年7月6日にDVDが発売された。

## キャスト
- マー・ゾウリー：チアン・ウェン
- ワンヤン：スー・チー
- シャン：グォ・ヨウ
- ウー・リウ：チョウ・ユン
- ：ウェン・ジャン
- ：ワン・チーウェン

## スタッフ
- 監督：チアン・ウェン
- 脚本：チアン・ウェン、チュンリー・グオ、ワン・シュオ
- 製作総指揮：チアン・ウェン、アルバート・ヤン、マー・コーァ、ダグ・ベルグラッド
- 撮影：シェ・ツェンユー